# Wacholderminiermotte
Die Wacholderminiermotte (Argyresthia trifasciata), manchmal auch in der Schreibweise Wacholder-Miniermotte, ist ein Schmetterling (Nachtfalter) aus der Familie der Gespinst- und Knospenmotten (Yponomeutidae).

## Beschreibung
Dieser sehr kleine Falter erreicht eine Flügelspannweite von sieben bis zehn Millimetern. Die Motte hat glänzend goldbraune Vorderflügel und 3 silberweiße Querbinden.

## Flugzeit
Die Art fliegt von Mai bis Juni, damit etwa 4 Wochen zeitiger als die der verwandten Art der Thujaminiermotte, und wird vom Licht angezogen.

## Lebensweise
Die grün gefärbten Raupen der Wacholderminiermotte fressen unter anderem an Wacholder (Juniperus spec.), Leylandzypresse (Cupressus × leylandii), Lebensbaum (Thuja spec.) und Scheinzypressen (Chamaecyparis spec.). Im Gegensatz zur verwandten Art der Thujaminiermotte miniert die Wacholderminiermotte in vier bis sieben Triebspitzen; die Gänge werden bis 3 cm lang. Im Herbst wandern die Raupen ins Innere des Busches, bilden dort im Schutz der Rindenschuppen einen Kokon, in dem sie sich nach der Überwinterung im Frühjahr verpuppen.

## Schadwirkung
Die Triebspitzen der Futterpflanzen werden von den Raupen miniert, werden daraufhin braun und sterben ab. Im Vergleich zur Thujaminiermotte ist die Schadwirkung sehr viel größer, da die Larve mehrere Triebspitzen nacheinander befällt.

## Bekämpfung
Man kann mit zugelassenen Insektiziden zur Zeit des Falterfluges sprühen. Der Beschnitt befallener Triebspitzen bringt nur im Sommer und Herbst Erfolge.